# ロザリオの聖母 (ムリーリョ)
『ロザリオの聖母』（ロザリオのせいぼ、西: Virgen del Rosario con el Niño, 英: Our Lady of the Rosary）は、スペインのバロック絵画の巨匠バルトロメ・エステバン・ムリーリョが1650-1655年ごろ、キャンバス上に油彩で制作した絵画で、柔らかく、親しみやすい宗教性を備えた画家初期の名品である。1788年に国王カルロス4世がエル・エスコリアル修道院のために取得したために「エル・エスコリアルの聖母」としても知られる。後にマドリードの王宮に移されたが、現在はプラド美術館に所蔵されている。

## 作品
聖人、特に聖母子を個別に描くムリーリョの宗教画は国際的に名声を博し、同じ構成の作品が繰り返し発注された。17世紀には聖母マリアをイエス・キリストとの仲介とした「ロザリオの祈り」が流布していたが、本作でムリーリョは聖母マリアと幼子イエスにロザリオを持たせている。
この時期のムリーリョの作品には、17世紀前半のセビーリャで支配的であった自然主義の特徴が見て取れるが、以前の画家の作品より筆致が奔放になってきており、それは聖母のヴェールの表現に見ることができる。背景の黒さに対してコントラストの強い光が当たっており、それにより聖母の肌やイエスの裸体が浮き彫りにされ、布地の皴や襞が濃い影でくっきりと表現されている。聖母のマントの青色、チュニックの鮮やかな赤色も際立っている。
聖母とイエスの落ち着いたポーズと真剣な表情は、感傷的ではない悲しみの雰囲気を湛えている。聖母はイエスを抱いて石の台座に座り、イエスは片足を聖母の左足に載せ、もう一方の足を石の台座に載せている。イエスは幼児期を過ぎており、母と同じ目の位置になるほどの背丈がある。母子は頬をつけ、身体的に寄り添って、最も優しい愛の仕草をしている。2人とも謹厳な表情をして、鑑賞者を見つめている。
本作は、「ロザリオの祈り」をする鑑賞者を助けるために制作された。ロザリオは画面中央に描かれており、聖母とイエスはそれを握りしめている。しかし、「ロザリオの祈り」をする際にロザリオを手繰るという行為を彼らがしていないという事実は、この絵画におけるロザリオの性質を強調する。聖母子は祈っているのではなく、ロザリオの神秘を瞑想し、跪いて祈っている鑑賞者の側に敬虔な心情を呼び起こそうとしているのである。画面手前の石の段が聖母子を鑑賞者より高い位置に置き、鑑賞者と隔てているが、それは彼らの意義と役割を強調する。